# 萊萊帕島

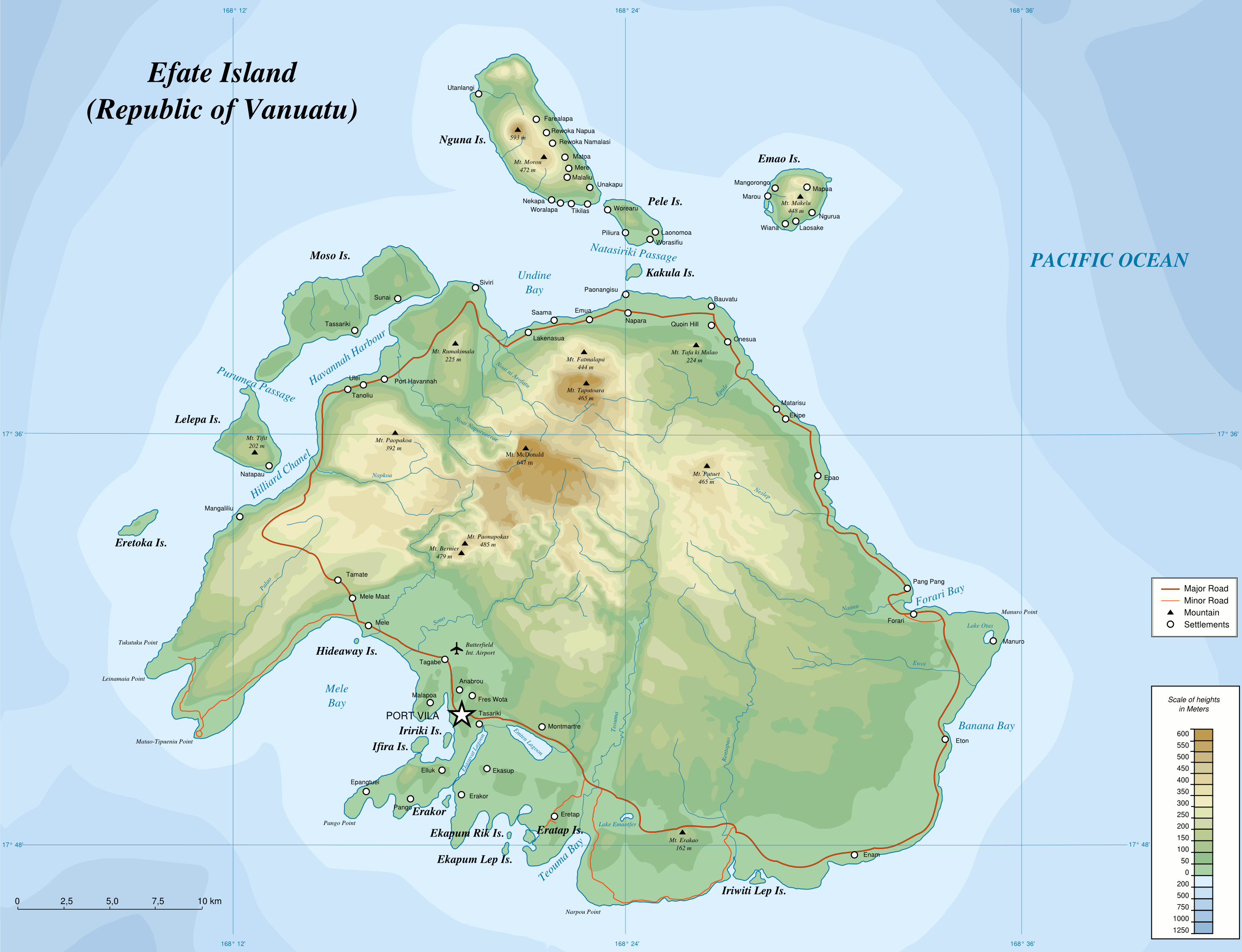

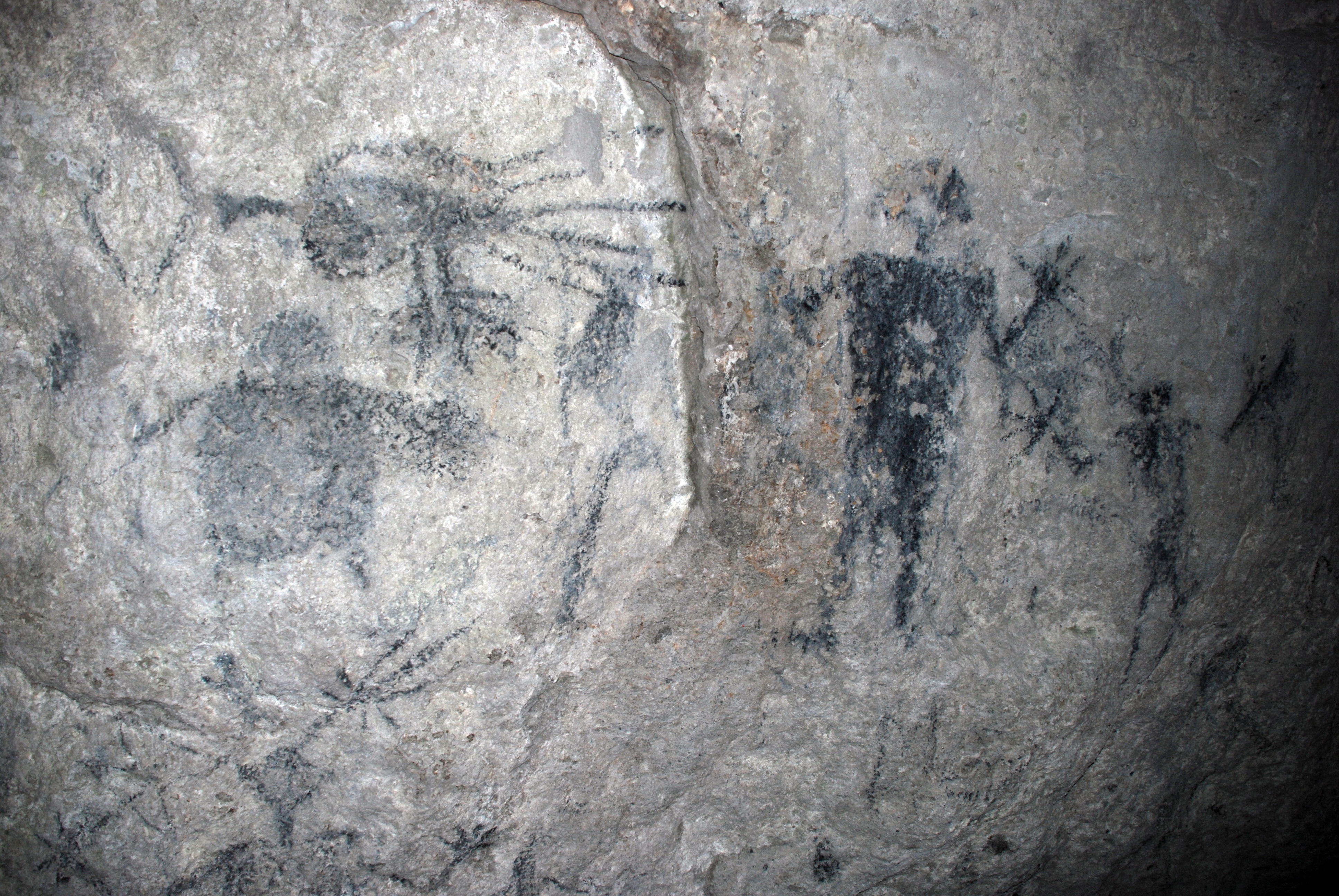

萊萊帕島是瓦努阿圖的島嶼，位於埃法特島以西的太平洋南部海域，長5公里，面積1.6平方公里，最高點海拔高度200米，該島西南部的山洞的岩刻超過3,000年歷史，2009年人口387。